# 西湖佳話
『西湖佳話』（せいこかわ）は、西湖をめぐる過去の様々な西湖にまつわる人物の伝奇、説話、物語を題材とした白話小説 16篇の選集で、全書名を『西湖佳話古今遺蹟』という。
作者は古呉墨浪子（こごぼくろうし）と題し、序の日付は清の康熙十二年（1673年）と記されている。古勝正義は中国最初の実践的な園芸書『花鏡』の著者陳淏と同一人物であると推定している。

## 目録と概要
先行作品に関する情報は、内田道夫訳 中国古典文学大系 39 『西湖佳話（抄）』解説 p.493-497 、古勝正義 『西湖佳話と陳淏』 p.3-8 等による。
卷之一　　葛嶺仙蹟：西湖畔に庵を結んで、『神仙伝』『抱朴子』を著したとされる西晋・東晋時代の仙人葛洪の物語。
卷之二　　白堤政蹟：唐代の詩人で杭州刺史に左遷された白居易が、西湖の治水に腐心し築いた白堤（中国語版）にまつわる故事。
卷之三　　六橋才蹟：杭州の知州に左遷された宋代の詩人蘇軾が湖中に長堤を築き、六つの橋をかけた故事。田汝成（中国語版） 輯撰 『西湖遊覧志余』による。
卷之四　　靈隱詩蹟：唐代詩人駱賓王の物語。田汝成『西湖遊覧志余』による。
卷之五　　孤山隱蹟：宋代林逋の物語。
卷之六　　西泠韻蹟：南朝斉時代の名妓蘇小小（中国語版）の生涯。西泠橋のたもとに蘇小小の墓碑がある。
卷之七　　岳墳忠蹟：宋代の名将岳飛の物語。現存する長編：『説岳全伝』は1870年刊の2種であるが、この作品がそれらの摘録である可能性はない。
卷之八　　三台夢蹟：明代于謙の物語。明の孫高亮 『于小保萃忠全伝』を要約したもの。
卷之九　　南屏醉蹟：南宋の破戒僧道済（済公）の物語。済公に関する小説はいくつもの刊本があるが、古勝正義は20回本に関しては西湖墨浪子偶拈『済顛大師酔菩提全伝』が原刻本であり、この西湖墨浪子は古呉墨浪子と同一人物でありその摘録であると推定している。
卷之十　　虎溪笑蹟：宋代の僧辨才と蘇軾との交情の故事。
卷之十一　斷橋情蹟：文世高と劉秀英の才子佳人小説風の物語であるが、先行作品が見当たらないため、古勝正義はこの作品を墨浪子の創作と見なしている。
卷之十二　錢塘霸蹟：五代十国時代の鎮海節度使銭鏐（せんりゅう）が創建した呉越国の物語。
卷之十三　三生石蹟：唐代の圓澤和尚の物語。田汝成 輯撰 『西湖遊覧志』による。
卷之十四　梅嶼恨蹟：馮小青の物語。煙水散人『女才子伝』巻1 小青篇 の微改作。
卷之十五　雷峰怪蹟：南宋白蛇伝の物語。馮夢竜の警世通言 第二十八卷 白娘子永鎮雷峰塔の再録で、異同は僅かである。
卷之十六　放生善蹟：明代の高僧蓮池の物語。

## 版本
『西湖佳話』は初版本の刊行後、現在まで木版本、石印本、排印本として版を重ねている。木版本には次のようなものが知られている。

- ＜金陵王衙蔵板＞本　康煕12年（1673年）序
- 会敬堂（文翰楼発兌）本　乾隆16年（1751年）刊[9]
- 翰海楼本　乾隆16年刊
- 金閶学耕堂本　乾隆15年（1650年）序
- 金閶緑蔭堂本　乾隆15年序
- 大文堂本　乾隆51年（1786年）序
- 荷香小榭本　乾隆51年序
- 海陵軒本　乾隆51年序
- 芥子園本　乾隆51年序
- 武林三益堂本　乾隆51年序
- 味経堂本　乾隆51年序
- 連元閣本　同治9年刊

これらの木版本のうち金閶緑蔭堂本以外はすべて日本国内に伝本があり、見ることができる。石印本は数種が知られ、これを合わせると20種を下らない。このうち封面（見返し）に「金陵王衙蔵板」と題し、墨浪子の自序が丸みのある顔体（顔真卿風書体）で書かれている本が原刻本である。国内の機関に収蔵されている原刻本には、精巧な多色刷りの図版を保持したものがある。この図版部分には他の版本からは消えた多くの情報が含まれていて、『西湖佳話』という書物の性格や制作関係者を知るうえで非常に重要な手掛かりを提供している。

## 日本語訳書
江戸時代の岡白駒による加点本『小説奇言』（1753年）は巻之五に『梅嶼恨蹟』を、十時梅厓 訳『通俗西湖佳話』（1805年）は、『葛嶺仙蹟』『斷橋情蹟』『岳墳忠蹟』『六橋才蹟』の4篇の抄訳である。
内田道夫訳『西湖佳話（抄）』は『葛嶺仙蹟』『靈隱詩蹟』『西泠韻蹟』『岳墳忠蹟』『南屏醉蹟』『斷橋情蹟』の6篇を日本語訳している。
『雷峰怪蹟』については丸井貴史による試訳があるまた、青空文庫に田中貢太郎による自由訳 『雷峯塔物語』 がある。

## 日本文学への影響
日本の文学作品に、江戸時代後期の上田秋成作とされる『雨月物語』中の『蛇性の淫』は、『雷峰怪蹟』または馮夢竜の警世通言 第二十八卷 白娘子永鎮雷峰塔を翻案したものとされるが、いずれが粉本なのかという疑問に対し、麻生磯次は語句比較によって上田秋成は両方を参照したと判断している。
谷崎潤一郎『蘇東坡』は卷之三『六橋才蹟』から、『鶴唳』は卷之五『孤山隱蹟』から着想を得ているとされている。

## 注・出典
1. ↑  序に、この本の編纂方針として「そこで史伝志集をしらべ、老師・宿儒にたずね、その蹟の最も著しいもの、事の最も佳いものを取りあげて、これを記した」と記している。原文は「因考之史傳志集、徴諸老師宿儒、取其蹟之最著、事之最佳者而紀之」。（古勝正義「西湖佳話と陳淏」『北九州大学外国語学部紀要』第89号、北九州大学外国語学部、1997年3月、1-22頁、ISSN 02878062、NAID 120006328179。。 中国語版ウィキソースに本記事に関連した原文があります：西湖佳話/00。
2. ↑  こがちせいぎ、北九州市立大学教授（当時）。
3. ↑  古勝正義「湖上扶搖子陳淏」『北九州大学外国語学部紀要』記念号、北九州大学外国語学部、1997年3月、1-23頁、ISSN 02878062、NAID 120006328180。
4. ↑  うちだみちお、1916-2000年、東北大学教授、東京都立大学教授、東北大学名誉教授を歴任、文学博士。
5. ↑  『泠』はニスイでなくサンズイ。
6. ↑  渡辺宏明「「説岳全伝」と「水滸伝」」『法政大学教養部紀要』第92号、法政大学教養部、1995年2月、169-179頁、doi:10.15002/00004590、ISSN 02882388、NAID 120001613904。
7. ↑  古勝正義「酔菩提とその作者」『北九州大学外国語学部紀要』第90号、北九州大学外国語学部、1997年8月、1-30頁、ISSN 02878062、NAID 120006328181。
8. ↑  『西湖佳話と陳淏』 p.3 。
9. ↑  早稲田大学 古典籍総合データベース 所収 西湖佳話古今遺蹟. 巻之1-16
10. ↑  大塚秀高編著『増補中国通俗小説書目』汲古書院、1987年。
11. ↑  古勝正義「湖上扶揺子陳淏」。
12. ↑  おかはっく、1692-1767年、京都の儒学者。
13. ↑  しょうせつきげん、1753年、人間文化研究機構国文学研究資料館収蔵 小説奇言、116-127コマ。
14. ↑  とときばいがい、1749-1804年。
15. ↑  中国古典文学大系 39 『剪燈新話・余話 西湖佳話（抄） 棠陰比事』 1969年 平凡社、ISBN 978-4582312393 。
16. ↑  まるいたかふみ、上智大学 非常勤講師、日本学術振興会特別研究員（PD）。
17. ↑  丸井貴史「「雷峰怪蹟」試訳(上)」『金沢大学国語国文』第37号、金沢大学国語国文学会、2012年3月、54-68頁、ISSN 0286-3847、NAID 40019297357。
丸井貴史「「雷峰怪蹟」試訳(下)」『金沢大学国語国文』第38号、金沢大学国語国文学会、2013年3月、28-41頁、ISSN 0286-3847、NAID 120005302277。
18. ↑  『江戸文学への影響』 1969年 平凡社 中国古典文学大系 月報26 p.2-3 。
19. ↑  李春草「谷崎潤一郎『鶴唳』における漢籍要素」『同志社国文学』第79号、同志社大学国文学会、2013年12月、67-79頁、doi:10.14988/pa.2017.0000013967、ISSN 0389-8717、NAID 120005641882。